# Josef Janáček
Josef Janáček (9. října 1925 Hulín – 20. října 1994 Praha) byl český historik a pedagog, který se specializoval především na novověké dějiny Českých zemí.
V letech 1945–1949 absolvoval Filosofickou fakultu Univerzity Karlovy. Souběžně studoval i Státní archivní školu v Praze, kterou dokončil v roce 1948. Po studiích pracoval jako archivář v Archivu hl. města Prahy a od roku 1956 jako vědecký pracovník v Historickém ústavu ČSAV. K jeho nejvýznamnějším pracím patří monografie věnované Rudolfu II. (Rudolf II. a jeho doba), Albrechtu z Valdštejna (Valdštejn a jeho doba) a českým dějinám 1. poloviny 16. století (České dějiny : Doba předbělohorská. Kniha I, 1526-1547. Díl 1.+2.).

## Výběr z díla
- Dějiny obchodu v předbělohorské Praze. Praha: ČSAV, 1955. 407 s.
- Jan Blahoslav. Praha: Svobodné slovo, 1966. 191 s.
- Přehled vývoje řemeslné výroby v českých zemích za feudalismu. Praha: SNP, 1963. 288 s.
- České dějiny : Doba předbělohorská. Kniha I, 1526-1547. Díl 1. Praha: Academia, 1968. 281 s.
- Valdštejnova smrt. Praha: Mladá fronta, 1970. 325 s.
- Pád Rudolfa II. Praha: Mladá fronta, 1973. 216 s.
- Malé dějiny Prahy. Praha: Panorama, 1973. 355 s.
- Ženy české renesance. Praha: Československý spisovatel, 1976. 255 s.
- Valdštejn a jeho doba. Praha: Svoboda, 1978. 586 s.
- České dějiny : Doba předbělohorská. Kniha I, 1526-1547. Díl 2. Praha: Academia, 1984. 359 s.
- Rudolf II. a jeho doba. Praha: Svoboda, 1987. 568 s.
- Čtyři plavby Kryštofa Kolumba. Praha: Panorama, 1992. 322 s. ISBN 80-7038-213-9.